# Nuda per Satana
Nuda per Satana è un film del 1974, diretto da Paolo Solvay (alias Luigi Batzella).

## Trama
Una sera, dopo avere ricevuto una strana telefonata che gli comunicava di recarsi immediatamente in un misterioso casale di campagna, il dr. William Benson sale in auto. Per strada viene spaventato da una donna seminuda che gli attraversa davanti e finisce contro il dirupo che fiancheggia la strada. Riprende conoscenza con il rumore di un incidente simile al suo. La vittima è Susan, una ragazza che sta tornando a casa. Non potendo soccorrerla, William prova a chiedere aiuto in una villa dove viene trascinato in un universo allucinante. Si trova davanti un uomo e una donna, Peter ed Evelyn che sono i perfetti sosia suoi e di Susan. I due obbediscono agli ordini del loro signore, il proprietario della villa che li sta usando per ribellarsi al dominio di Satana. William vuole trovare una soluzione e forse un vecchio libro di formule magiche potrebbe rivelarsi utile.